# Mats Redin
Mats Algot Redin, född 24 februari 1893 i Torshälla landsförsamling, död 15 januari 1981 i Uppsala domkyrkoförsamling, var en svensk språkvetare och skolledare.
Mats Redin studerade vid Uppsala universitet. Han blev filosofie kandidat  1914, filosofie magister 1915 , filosofie licentiat 198 och disputerade 19920 för filosofie doktorsgrad med en avhandling om äldre engelskt namnskick. Han var sedan 1920–1925 docent i engelska språket  vid Uppsala universitet. Därefter var han rektor vid Göteborgs högre samskola 1925–1930, studierektor vid Whitlockska samskolan från 1930. Från 1941 till sin pensionering 1958 var han rektor vid Uppsala högre allmänna läroverk.
Utom till några språkvetenskapliga avhandlingar är hans namn knutet till en rad mycket använda böcker för skolundervisningen i engelska.
Mats Redin är gravsatt jämte sin hustru Lisa Redin, ogift Fröman (1893–1987) på Uppsala gamla kyrkogård.